# Presentación Sáez de Descatllar
Presentación «Presen» Sáez de Descatllar (València, l'Horta, 21 de novembre de 1932 - 27 d'abril de 2003) fon una psicòloga clínica i filòsofa que exercí com a mestra i activista valenciana, especialment vinculada a l'àmbit universitari i penintenciari, que va esdevenir figura cabdal i màxim exponent del feminisme al País Valencià a les darreries del segle xx.

## Biografia
Presentación Sáez de Descatllar va nàixer en 1932 a Cap i Casal, filla de l'administrador de la presó de San Miquel dels Reis a València. Va obtenir els títols de mestra, llicenciada en Filosofia i Lletres i diplomada en Psicologia Clínica per la Universitat de Madrid. Més endavant va impartir lliçons a l'Institut Sant Vicent Ferrer de València i també com a professora de Sociologia a l'Escola d'Assistents Socials d'esta mateixa ciutat. Fon alhora professora ajudant en la Càtedra d'Ètica i Sociologia de la Universitat de València.
Atès el seu bagatge familiar, va dedicar la seua vida professional a la docència femenina en l'àmbit penitenciari. Des del 1961 fins al 1997 va impartir classes a les internes de la Presó Provincial de Dones de València. Molt sovint havia repetit les paraules d'una alumna de la presó: «quan estic a l'Escola és com si no estiguera a la presó». Va pertànyer al moviment de Renovació Pedagògica i va ser activa participant en la Primera Escola d'Estiu del País Valencià.
Figura fonamental del moviment feminista al País Valencià, va iniciar els seus contactes amb el feminisme el 1975 i va prendre part de les Primeres Jornades per l'Alliberament de la Dona, que van tindre lloc a Madrid el desembre d'eixe mateix any. Va ser cofundadora del grup feminista d'autoconsciència Terra, a València, el gener de 1976, que va arribar a cohesionar a més d'una vintena de dones jóvens sobre la reflexió entre les fites del feminisme i la política en els anys de la Transició espanyola. Va desenvolupar una activitat molt destacable en les plataformes unitàries del moviment feminista valencià: la Coordinadora de Grups de Dones i l'Assemblea de Dones de València. També va participar molt significativament en la preparació i en el desenvolupament de les Primeres Jornades de la Dona al País Valencià, celebrades el desembre del 1977.
«Presen», com era coneguda socialment, va també prendre part —més enllà de l'abast al País Valencià— en les distintes trobades del moviment feminista espanyol des del 1976 fins al 1997. Va assistir a la IV Conferència Mundial de Dones celebrada a Pequín (Xina) en 1995 i fon membre del grup internacional pacifista Dones de Negre. A mitjan decenni del 1990 va presidir la Casa de la Dona de València, espai de trobada d'organitzacions feministes.
Una de les seues últimes iniciatives va ser la donació dels seus arxius sobre el moviment feminista a l'Institut Universitari d'Estudis de la Dona de la Universitat de València. Eixa contribució tenia com a objectiu la creació d'una base de dades per a recollir tota la documentació generada pels corrents feministes valencians i posar-la a disposició del personal investigador. Eixe projecte que va quedar truncat per la seua sobtada mort, a 70 anys, el 27 d'abril del 2003.

## Reconeixements i memòria
Presentación Sáez ha romàs com un dels referents més destacats de la memòria col·lectiva i històrica del moviment feminista a València i a tot el País Valencià. Per la seua tasca continuada exercida a la presó, en 1993 va rebre en vida la Medalla al Mèrit Penitenciari.
La seua trajectòria com a educadora i feminista ha estat guardonada també amb diversos premis, tot i que a títol pòstum. En 2004, la Generalitat Valenciana li va atorgar a títol pòstum el Premi 8 de Març i, en 2005, l'Ajuntament de Quart de Poblet li va concedir el Premi Isabel de Villena. Eixe mateix any, el centre de formació de persones adultes de Picassent va passar a anomenar-se Presentació Sáez de Descatllar.
Igualment, el Centre de Coordinació dels Estudis de Gènere de les Universitats Públiques Valencianes concedeix, des del 2003, un premi d'investigació en estudis de gènere (per a treballs de fi de màster i per a tesis doctorals) que duu el nom Presen Sáez de Descatllar «per tal de reconèixer-ne la tasca i perpetuar-ne la memòria».
El gener de 2016, el Consell per la Dona i per la Igualtat de l'Ajuntament de València va decidir dedicar-li un carrer junt amb unes altres 43 dones que no havien tingut l'oportunitat d'assolir un reconeixement dins del nomenclàtor municipal al llarg de la història.